# Neuwiedia borneensis
Neuwiedia borneensis är en orkidéart som beskrevs av De Vogel. Neuwiedia borneensis ingår i släktet Neuwiedia och familjen orkidéer. Inga underarter finns listade i Catalogue of Life.